# Ачесон, Арчибальд, 4-й граф Госфорд
Арчибальд Брабазон Спарроу Ачесон, 4-й граф Госфорд (англ. Archibald Brabazon Sparrow Acheson, 4th Earl of Gosford; 19 августа 1841 — 11 апреля 1922) — англо-ирландский пэр.

## Биография
Родился 19 августа 1841 года в Уорлингем-холле, графство Саффолк . Сын Арчибальда Ачесона, 3-го графа Госфорда (1806—1864), и леди Феодосии Брабазон (ок. 1811—1876), дочери Джона Брабазона, 10-го графа Мита. Он получил образование в школе Харроу.
15 июня 1864 года после смерти своего отца Арчибальд Ачесон унаследовал титулы 4-го графа Госфорда, 5-го виконта Госфорда из Маркет-Хилла (графство Арма), 3-го барона Уорлингема из Бекклса (графство Саффолк), 2-го барона Ачесона из Кланкэрни (графство Арма), 5-го барона Госфорда из Маркет-Хилла (графство Арма) и 10-го баронета Ачесона из Маркет-Хилла (графство Арма).
Лорд спальник принца Эдуарда, принца Уэльского (будущего короля Эдуарда VII), в 1886—1901 годах. Нёс жезл королевы-консорта из слоновой кости на коронации короля Эдуарда VII.
Вице-камергер Ольстера, также был награжден Орденом Данеброга (Дания) и Орденом Белого Орла (Российская империя). Поскольку в состав этого титулов входили два Пэрства Соединенного Королевства, он имел право на автоматическое место в Палате лордов. Он был лордом-лейтенантом графства Арма с 1883 по 1920 год и занимал должность вице-камергера при дворе королевы Александры с 1901 года.
Почётный полковник 3-го батальона Королевских ирландских стрелков с 1899 года и вице-адмирал Ольстера.
Лорд Госфорд скончался в Лондоне в 1922 году в возрасте 80 лет и был кремирован в крематории Голдерс-Грин.

## Семья

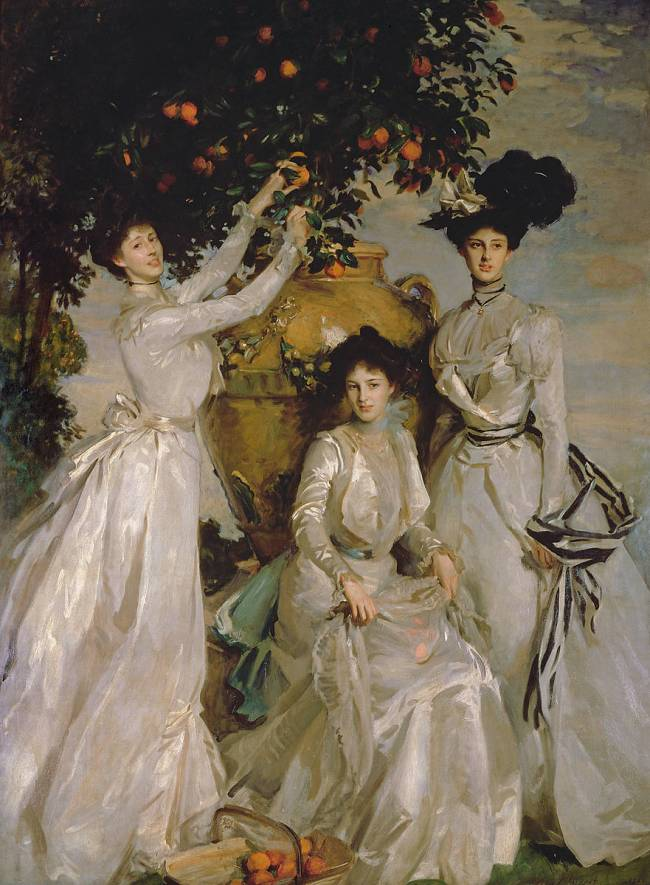
Александра, Мэри и Феодосия Ачесон, картина Джона Сингера Сарджента.

10 августа 1876 года в Лондоне лорд Госфорд женился на леди Луизе Августе Беатрис Монтегю (17 января 1856 — 3 марта 1944), дочери Уильяма Монтегю, 7-го герцога Манчестера, и Луизы Фридерики Августы Грефины фон Альтен. У супругов было пять детей:
- Арчибальд Чарльз Монтегю Брабазон Ачесон, 5-й граф Госфорд (26 мая 1877 — 20 марта 1954), старший сын и преемник отца.
- Леди Александра Луиза Элизабет Ачесон (1878 — 21 января 1958), в 1905 году она вышла замуж за подполковника достопочтенного Уильяма Фредерика Стэнли, сына Фредерика Стэнли, 16-го графа Дерби.
- Леди Мэри Ачесон (1881-?), в 1906 году она вышла замуж за достопочтенного Роберта Артура Уорда
- Леди Феодосия Луиза Августа Ачесон (1882 — 16 октября 1977), в 1912 году она вышла замуж за Александра Кадогана.
- Капитан достопочтенный Патрик Джордж Эдвард Кавендиш Ачесон (30 июня 1883 — 30 августа 1957).